# Edward Linde-Lubaszenko

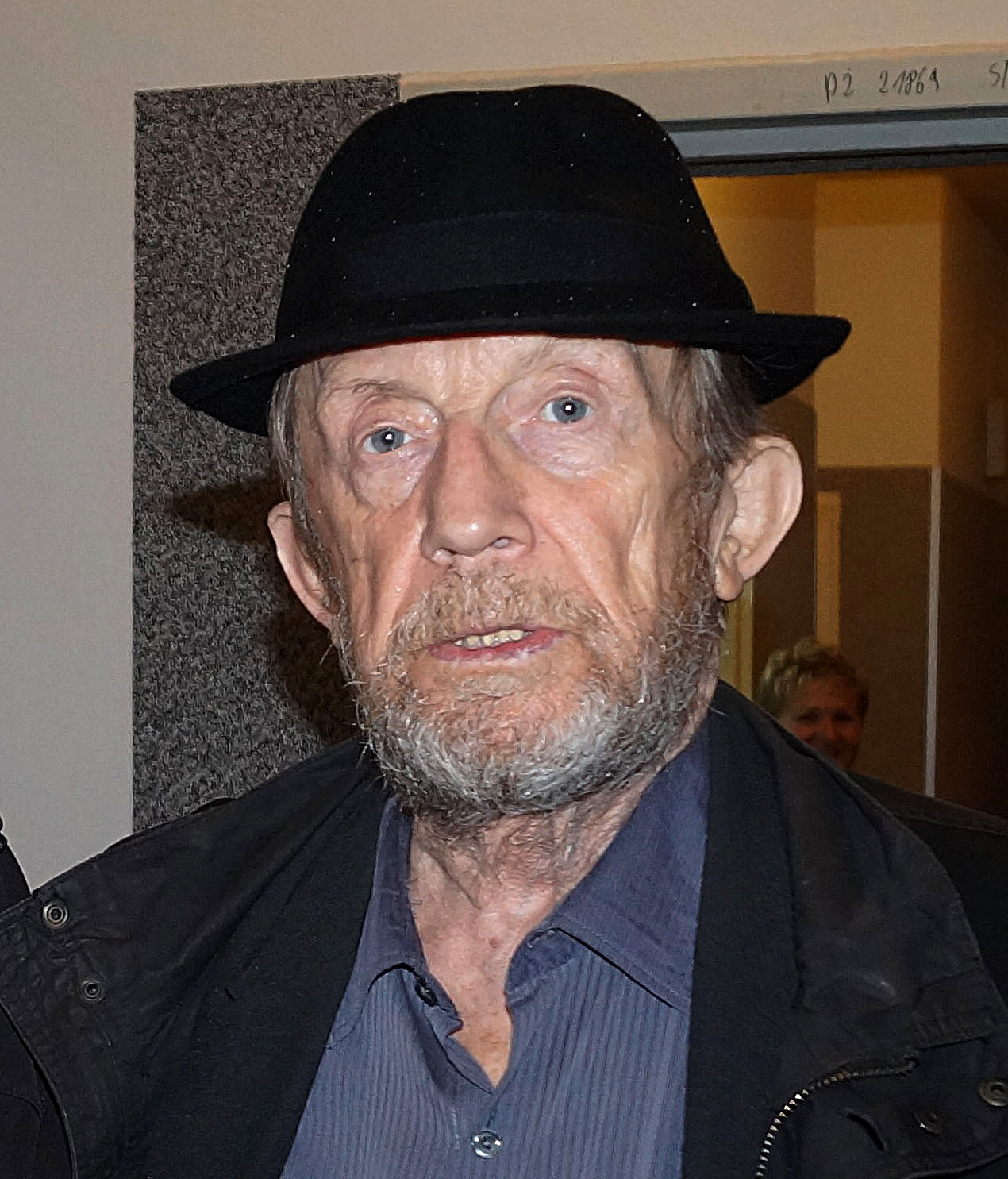
Edward Linde-Lubaszenko (2017)

Edward Linde-Lubaszenko (* 23. August 1939 in Białystok) ist ein polnischer Theater- und Fernsehschauspieler.
Er spielt die Rolle des Teodor Nowicki in der polnischen Seifenoper M jak miłość. Als Hobbyfußballer spielt er in der Mannschaft der polnischen Artisten.
Er ist der Vater des Schauspielers und Regisseurs Olaf Lubaszenko (* 1968).
| Personendaten    | Personendaten            |
| ---------------- | ------------------------ |
| NAME             | Linde-Lubaszenko, Edward |
| KURZBESCHREIBUNG | polnischer Schauspieler  |
| GEBURTSDATUM     | 23. August 1939          |
| GEBURTSORT       | Białystok                |